# Nördliche Phyllitzone
Die Nördliche Phyllitzone (in Deutschland) gilt als südliche Grenze des Rhenoherzynikums und ist ein niedriggradig metamorphes Band, welches entlang der Hunsrück-Südrand-Störung im Südwesten bis hin zum Harz nach Nordosten streicht. Paläogeographisch wird die Nördliche Phyllitzone als Suturzone des Rheischen Ozeans, welcher die Urkontinente Armorika und Laurussia voneinander getrennt haben soll, eingeordnet.
Die Schließung des Rheischen Ozeans führte zur variszischen Orogenese (=Gebirgsbildung), weshalb die Gesteine vermutlich regionalmetamorph überprägt (Hochdruck-Niedrigtemperatur) und der Grünschiefer-Fazies zuzuordnen wären.
Als in dem Gebiet vorkommende Gesteinstypen sind Metapelite (z. B. Phyllite), Metabasalte, Sandsteine und Quarzite zu nennen, die mit der K-Ar (Kalium-Argon) Methode auf ein Alter zwischen 323 und 328 Millionen Jahren datiert worden sind. Vereinzelt treten kleinere Vorkommen von Gneisen innerhalb der Nördlichen Phyllitzone hervor. So zum Beispiel der Gneis von Wartenstein am Schloss Wartenstein, der auf ein Alter von 571 bis 577 Millionen Jahren mit der Pb-Pb Zirkon Evaporationsmethode datiert wurde. Aufgrund des präkambrischen Alters wird vermutet, dass der Gneis von Wartenstein das Grundgebirge des devonischen Schelfs bildete.